# Jüdischer Friedhof (Heimsen)
Der Jüdische Friedhof Heimsen befindet sich im Ortsteil Heimsen der Stadt Petershagen im Kreis Minden-Lübbecke in Nordrhein-Westfalen. Als jüdischer Friedhof ist er ein Baudenkmal und seit dem 1. Oktober 1988 unter der Denkmalnummer 83 in der Denkmalliste eingetragen.
Auf dem Friedhof an der Straße nach Gut Neuhof (Neuhof / Ecke Kälberbreite), der von ca. 1860 bis zum Jahr 1932 belegt wurde, sind 36 Grabsteine erhalten. 